# Гриневецький Сергій Рафаїлович
Сергі́й Рафаї́лович Гриневе́цький (25 вересня 1957, Лужанка, Тарутинський район, Одеська область, Українська РСР, СРСР) — український політик, депутат Верховної Ради 3-го, 6-го та 7-го скликань, голова Одеської обласної державної адміністрації з 27 листопада 2020 року до 1 березня 2022 року.
У минулому обіймав посади першого заступника голови Комітету Верховної Ради України з питань національної безпеки та оборони (2007—2012), заступника співголови групи міжпарламентських зв'язків із РФ, голови Одеської облдержадміністрації (1998—2005), голови Одеської обласної ради (2000—2002, 2005 роки). Один зі співавторів Проєкту Закону «Про мови в Україні» 2010 року (фактичне надання російській мові статусу другої державної мови в Україні), який спровокував кампанію «Займіться ділом, а не язиком!».

## Біографія
Народився 25 вересня 1957 року в селі Лужанка (Тарутинського району, Одеської області), українець.

### Освіта
- Одеський технологічний інститут холодильної промисловості (1974—1979), інженер-механік, «Холодильні та компресорні машини і устатковання»;
- Українська сільськогосподарська академія (1981—1985), інженер-механік, «Механізація сільського господарства».

### Кар'єра
10.1979 — 08.1982 — інженер-технолог, начальник технічного обмінного пункту, завідувач ремонтних майстерень, заступник керівника з матеріально-технічного забезпечення, Роздільнянське районне виробниче об'єднання з виробничо-технічного забезпечення сільського господарства Одеської області.
08.1982 — 06.1984 — 1-й секретар Роздільнянський РК ЛКСМУ.
06.1984 — 1986 — 2-й секретар, Одеського ОК ЛКСМУ.
1986 — 06.1990 — 1-й секретар Одеського обласного комітету ЛКСМУ.
06.1990 — 08.1991 — 1-й секретар Роздільнянського РК КПУ.
01.1992 — 07.1994 — генеральний директор Об'єднання «Одеса-Імпекс».
07.1994 — 09.1995 — керівник секретаріату Одеської облради.
09.1995 — 10.1996 — заступник голови з питань організаційно-кадрової роботи, керівник секретаріату Одеської облдержадміністрації.
10.1996 — 04.1998 — 1-й заступник голови Одеської облдержадміністрації.
12.05.1998 — 24.03.1999 — Народний депутат України 3-го скликання, виборчий округ № 143, Одеської області (З'яв. 72.5 %, за 44.4 %, 9 суперників. На час виборів: 1-й заступник голови Одеської облдержадміністрації).
з 07.1998 — Член Комітету з питань соціальної політики та праці.
з 05.1998 — член фракції Народно-демократичної партії.
26.05.1998 — 03.02.2005 — голова Одеської облдержадміністрації.
09.1999 — 04.2002 — депутат.
08.02.2005 — 22 липня 2005 — голова Одеської облради.
07.1998 — 02.2000 — член Ради роботи з кадрами при Президентові України.
05.1998 — 07.2000 — член Комісії з питань морської політики при Президентові України.
23.11.2007 — 12.12.2012 — Народний депутат України 6-го скликання від Блоку Литвина (№ 2 в списку, на час виборів директор департаменту зовнішньоекономічних зв'язків Торгового дому «Хлібна гавань», член Народної партії; член Політради Народної партії).
з 11.2007 — член фракції «Блок Литвина».
26.12.200 — 12.12.2012 — 1-й заступник голови Комітету з питань національної безпеки і оборони.
02.09.2008 — 06.03.2009 член Тимчасової слідчої комісії Верховної Ради України з питань з'ясування обставин постачання до Грузії української військової техніки з метою встановлення фактів порушення законодавства України та норм міжнародного права.
15.01.2009 — 22.05.2009 член Тимчасової слідчої комісії Верховної Ради України для розслідування корупційних дій посадових осіб, які перешкоджають поверненню 16-ти вертольотів МІ-8 МТ (МТВ) до складу Сухопутних військ Збройних Сил України, переданих в оренду закритому акціонерному товариству «Українські вертольоти».
03.11.2011 — 08.12.2011 член Тимчасової спеціальної комісії Верховної Ради України з питання підготовки проєкту Закону України про вибори народних депутатів України.
з 31.05.2011 — член Тимчасової спеціальної комісії Верховної Ради України з питань Автономної Республіки Крим.
12.12.2012 — 27.11.2014 — Народний депутат України 7-го скликання, обраний по виборчому округу № 134 Одеської області.
25.12.2012 — 09.01.2013 — член Комітету Верховної Ради України з питань національної безпеки і оборони.
з 09.01.2013 — голова підкомітету з питань соціального і правового захисту військовослужбовців та членів їх сімей Комітету Верховної Ради України з питань національної безпеки і оборони.
з 04.03.2014 — член Тимчасової спеціальної комісії Верховної Ради України з питань підготовки законопроєкту про внесення змін до Конституції України.
з 27.11.2020 — голова Одеської обласної державної адміністрації, замінив на цій посаді виконуючого обов'язки В'ячеслава Овечкіна.
Сергій Гриневецький продовжує активно займатися громадською та меценатською діяльністю. Є головою спостережних рад наступних установ: Одеська національна академія харчових технологій, Благодійний фонд «Майбутнє» ім. Бориса Літвака та Одеський національний академічний театр опери та балету. Очолює Одеську обласну федерацію гандболу.

## Політична діяльність
3 1982 року діяльність Гриневецького пов'язана із державним будівництвом та управлінням. У цьому році його обрали першим секретарем Роздільнянського райкому ЛКСМУ, у 1984 — другим секретарем Одеського обкому комсомолу, а у 1986 році — першим секретарем Одеського обкому комсомолу.
У 1990 році очолив Роздільнянський районний комітет Компартії України. Згодом Сергій Гриневецький очолив об'єднання «Одесаімпекс».
В 1994 році повернувся у політику. Спочатку — керівник секретаріату обласної ради, згодом, заступник та перший заступник голови Одеської обласної державної адміністрації.
У 1998 році обраний народним депутатом України по 143-му виборчому округу Одеської області.
У травні 1998 року Президент України призначив Сергія Рафаїловича Гриневецького головою Одеської обласної державної адміністрації. На цій посаді політик працює майже сім років. Під його керівництвом Одеська область стала одним з провідних регіонів України, у тому числі у агропромисловому комплексі — за сім років область чотири рази виходила на більш ніж 3-х мільйонний рубіж з валового збору зерна; споруджено найпотужнішу в Європі Тарутинську газокомпресорну станцію; проведено масштабну газифікацію сільських районів області, газифіковані всі міста обласного значення (за сім років газифіковано населених пунктів більше ніж за всі роки радянської влади).
Отже, цей період був позначений започаткуванням та реалізацією низки масштабних проєктів, а його відмінною рисою експерти визначали те, що регіональні проєкти переростали в загальнонаціональні: затвердження Кабінетом Міністрів України комплексних програм розвитку Придунав'я та розвитку міста Одеса; реставрація Одеського театру опери та балету; Комплексна програма розбудови острова Зміїний. У 2002 році за ініціативою Гриневецького була ухвалена програма «Регіональна ініціатива 2002—2006», яка являла собою програму середньострокової дії і передбачала абсолютно конкретні напрями роботи, включаючи спорудження окремих об'єктів.
Вдало проведені презентації Одеської області в Брюсселі та Парижі дозволили європейським країнам більш глибоко ознайомитися з економічним та культурним потенціалом регіону. Одеська область уклала угоди с регіонами Польщі, Росії, Румунії, Болгарії, Туреччини, Туркменістану, Китаю та інших країн.
У 1998 році Одещина разом з повітами Румунії та Молдови утворила Єврорегіон «Нижній Дунай», згодом стала членом Асоціації прикордонних регіонів Європи, Асоціації виноробних регіонів Європи, Конференції Приморських регіонів Європи, а сам Сергій Гриневецький був обраний членом бюро цих організацій.
У 2003 році в Одесі була створена Постійно діюча робоча нарада глав регіонів України та Росії «Співдружність регіонів», співголовами якої стали губернатор Орловської області Єгор Строєв та голова Одеської облдержадміністрації Сергій Гриневецький.
Ще одна важлива особливість притаманна періоду губернаторства Гриневецького — цей час по праву називають «золотим віком одеської культури»: масштабна реставрація театрів та музеїв, проведення вагомих культурно-мистецьких акцій міжнародного значення, активізація зарубіжної гастрольної діяльності. Сергій Гриневецький став ініціатором безпрецедентного для України експерименту, коли всі працівники культури області за рахунок додаткових бюджетних коштів були переведені на повні ставки, а художньому та керівному персоналу театрально-видовищних підприємств було встановлено постійну п'ятидесятивідсоткову надбавку до посадового окладу. В ті ж роки було повністю забезпечено транспортом всі культурні мережі області, придбано квартири для творчих працівників театрів, встановлено стипендії митцям та працівникам культури похилого віку, а також обдарованим дітям, молоді тощо. Гриневецький стверджував, що «культура є найкращим дипломатом».
28 листопада 2004 року, під час Помаранчевої революції, взяв участь у Всеукраїнському з'їзді депутатів Верховної ради АР Крим, місцевих рад усіх рівнів, який проходив у приміщенні льодового палацу міста Сєвєродонецька Луганської області.
У березні 2005 року, після Помаранчевої революції, Сергій Гриневецький залишив посаду голови Одеської облдержадміністрації і був обраний головою Одеської обласної ради, втім у липні того ж року подав у відставку «з етичних міркувань».
На місцевих виборах 2006 року він очолює виборчий штаб Народного Блоку Литвина та список Блоку до Одеської обласної ради. Блок Литвина пройшов до обласної та всіх районних рад. Утворена в обласній раді депутатська фракція Народної Партії «Народна ініціатива» займав активну громадську позицію стосовно ключових проблем життя області.
На дострокових виборах 30 вересня 2007 р. Сергій Гриневецький був обраний народним депутатом України від Блоку Литвина (другий номер у виборчому списку). За поточну депутатську каденцію ним було внесено 51 законопроєкт та поправки до 15 законів. Зазначені законодавчі ініціативи є вкрай актуальними для українців та стосуються питань забезпечення житлом громадян, зокрема молоді; соціального, медичного та пенсійного забезпечення ветеранів та людей похилого віку; збереження історичної забудови та пам'яток архітектури, розвитку Українського Причорномор'я тощо. Підтримав Закон України «Про засади державної мовної політики».
Під час Революції гідності, як народний депутат України (Фракція Партії регіонів), голосував за диктаторські закони 16 січня.
27 листопада 2020 року Гриневецький був призначений головою Одеської обласної державної адміністрації. Вже 11 лютого 2022 року, під час засідання президії Конгресу місцевої та регіональної влади, який відбувся в м. Харкові, президент України Володимир Зеленський визначив рівень організації територіальної оборони в Одеській області одним з найгірших в країні разом із Київською, Рівненською областями, Києвом та Маріуполем. Президент України також заявив, що голови цих обласних адміністрацій мають впродовж двох тижнів вирішити питання із готовністю штабів територіальної оборони, а якщо це не буде зроблено, то на голів адміністрацій чекають «кадрові рішення».
Звільнений з посади голови Одеської обласної державної адміністрації 1 березня 2022 року.

### Наукова та публіцистична діяльність
Є автором численних статей та досліджень а також низки книг, серед яких «Черноморская энциклопедия» (2006) (ISBN 5-7133-1273-9) та «Черноморский узел» (2007) (ISBN 978-5-7133-1294-7), «Геополитическое казино Причерноморья» (2009) (ISBN 978-5-478-01224-3), «Дунайская энциклопедия» (2009) (ISBN 978-5-7133-1348-7), «Заявка на самоубийство: зачем Украине НАТО?» (2009) (ISBN 978-966-507-249-2, ISBN 978-966-03-4735-9) тощо.
Співавторами Гриневецького були переважно російські науковці. В англомовній «The Black Sea Encyclopedia» (2015) події лютого-березня 2014 року в Україні подано як внутрішню дестабілізацію, наслідком якої стало проголошення Автономною Республікою Крим незалежності та добровільне приєднання до Росії, а також до проголошення незалежності окремих районів Донецької та Луганської областей, що призвело до «громадянської війни в Україні», при цьому немає жодної згадки про вплив Російської Федерації на ці процеси.

### Сім'я
- батько Рафаїл Трифонович (1930—2003);
- мати Ольга Іванівна (1935);
- дружина Ольга Андріївна (1956) — за фахом бухгалтер;
- дочка Олена (1982) — кандидат наук з державного управління, працює в Одеському регіональному інституті державного управління;
- дві онуки — Дар'я та Софія.

### Нагороди і відзнаки
- Почесна грамота Кабінету Міністрів України (1998 р.).
- Почесна Грамота Верховної Ради України (2002 р.).
- Орден «За заслуги» III ст. (21 серпня 1999)[41], II ст. (20 серпня 2010)[42], I ст. (25 вересня 2012)[43].
- Орден князя Ярослава Мудрого V ст. (21 серпня 2001)[44], IV ст. (23 серпня 2004)[45].
- Звання «Почесний громадянин міста Роздільна» (26.08.2004)[46].
- Орден республіки Болгарія «Мадарський конник».
- Орден Дружби Російської Федерації.
- Орден республіки Молдова «Ординул де Оноре».
- Орден Межпарламентської Асамблеї держав-участниць СНД «Содружество»
- Звання «Почесний громадянин Одеської області» (У рішенні Одеської обласної ради про присвоєння Гриневецькому звання «Почесний громадянин Одеської області», зокрема, відзначалося: «За вагомий особистий внесок у галузі державного будівництва та місцевого самоврядування особисті заслуги у сприянні економічному, науково-технічному та соціально-культурному розвитку Одеської області, піднесення її авторитету як на державному, так і на міжнародному рівнях, високу професійну майстерність та видатні організаторські здібності, благодійну діяльність та активну громадянську позицію», 2012)
- Звання «Почесний громадянин Одеси» (2017)
- П'ятирьохразовий чемпіон Європи з гандболу серед майстрів (50+, 55+) у складі команди «Одеса» (Пореч, Хорватія, 2016; Порту, Португалія, 2017; Інсбрук, Австрія, 2018; Турин, Італія, 2019; Гранольєрс, Іспанія,2022)